# 1972 Yi Xing
1972 Yi Xing eller 1964 VQ1 är en asteroid i huvudbältet som upptäcktes den 9 november 1964 av Purple Mountain-observatoriet i Nanjing, Kina. Den är uppkallad efter den kinesiske astronomen och matematikern Yi Xing.
Asteroiden har en diameter på ungefär 6 kilometer.